# Vojna zvezd: Epizoda III – Maščevanje Sitha
Vojna zvezd: Epizoda III – Maščevanje Sitha (v izvirniku angleško Star Wars: Episode III – Revenge of the Sith) je ameriški epski znanstvenofantastični film scenarista in režiserja Georgea Lucasa, ki je izšel leta 2005 v distribuciji 20th Century Fox. Gre za zadnji del pred-trilogije izvirne serije Vojna zvezd, ki je torej šesti posneti film v izmišljenem vesolju Vojne zvezd, kronološko pa je tretji, postavljen v čas 19 let pred izvirno Vojno zvezd. Zgodba se prične tri leta po začetku vojne klonov, ki se je začela v filmu Napad klonov. Jediji so razpršeni po galaksiji v vojni proti separatistom. Jedijski svêt po smrti grofa Dookuja pošlje Obi-Wan Kenobija naj eliminira vodjo separatistične vojske generala Grievousa in konča vojno, Anakin Skywalker pa dobi nalogo vohuniti za vrhovnim kanclerjem Galaktične republike Palpatineom, ki je v resnici sithovski voditelj Darth Sidious. Palpatine zmanipulira Anakina, da prestopi na temno stran Sile in postane njegov vajenec, kar spremeni tok dogodkov na galaktični ravni. V glavnih vlogah so zaigrali Ewan McGregor, Natalie Portman, Hayden Christensen, Ian McDiarmid, Samuel L. Jackson, Christopher Lee, Anthony Daniels, Kenny Baker in Frank Oz. 
Lucas je začel pisati scenarij še pred zaključkom produkcije Napada klonov. Maščevanje Sitha je bil posnet leta 2003 in prvič prikazan na  filmskem festivalu v Cannesu leta 2005. Kritiki so ga bolje sprejeli od predhodnikov; pohval so bili deležni predvsem akcijski prizori, glasbena podlaga, vizualni učinki in igra večine glavnih igralcev, slabše pa so bili ocenjeni dialogi in Christensenova igra. S predvajanjem v kinematografih je film prinesel 868 milijonov USD prihodkov.